# Placówka Straży Celnej „Ustrzyki Górne”

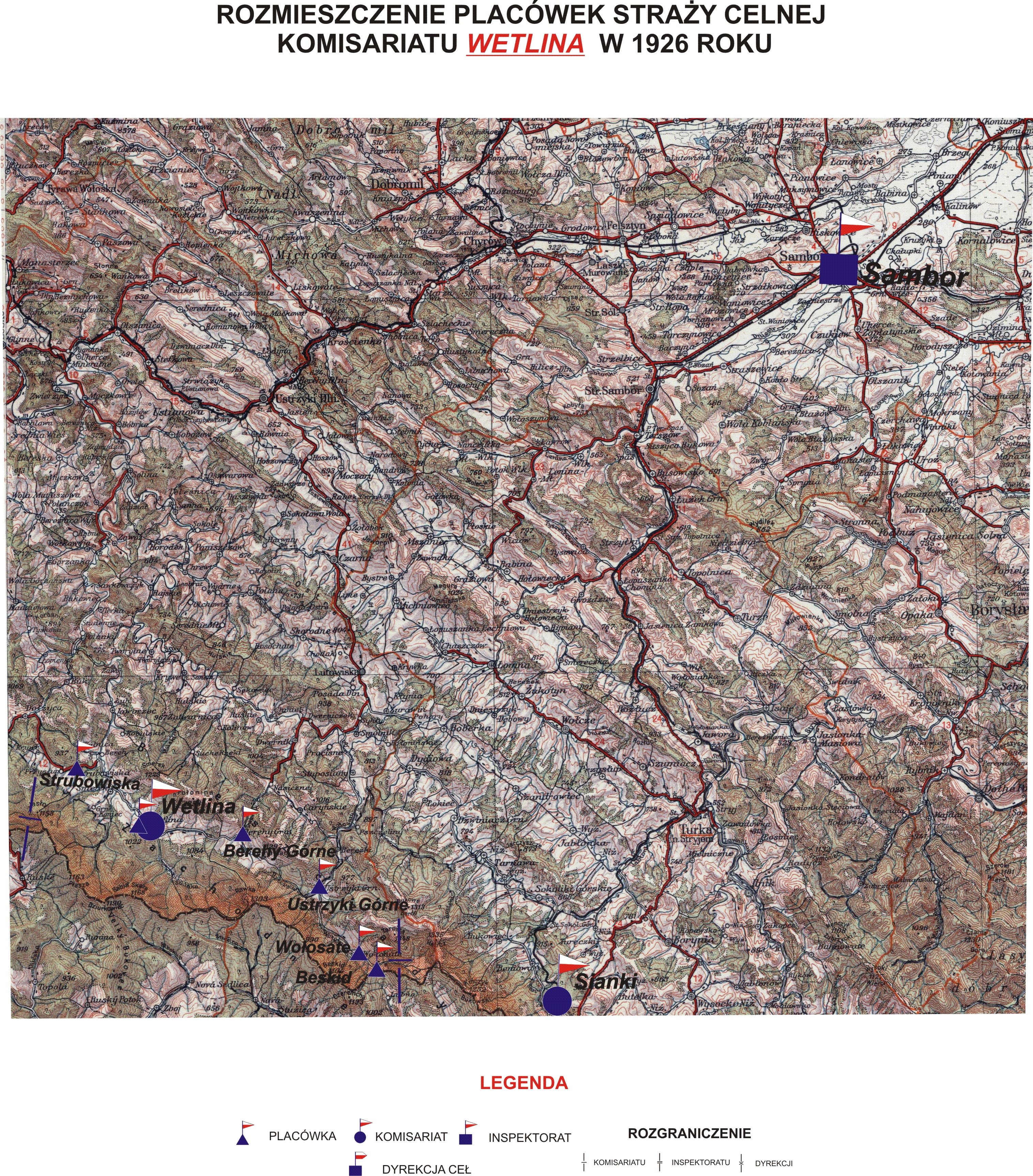
Rozmieszczenie placówek SC Komisariatu Wetlina w 1926 r.

Placówka Straży Celnej „Ustrzyki Górne” – jednostka organizacyjna Straży Celnej pełniąca w okresie międzywojennym służbę ochronną na granicy polsko-czechosłowackiej.

## Formowanie i zmiany organizacyjne
Na wniosek Ministerstwa Skarbu, uchwałą z 10 marca 1920 roku, powołano do życia Straż Celną. Od połowy 1921 roku jednostki Straży Celnej rozpoczęły przejmowanie odcinków granicy od pododdziałów Batalionów Celnych. W 1922 roku w Stuposianach stacjonował sztab 4 kompanii 6 batalionu celnego. Kompania wystawiała między innymi placówkę w Ustrzykach Górnych. Proces tworzenia Straży Celnej trwał do końca 1922 roku. Placówka Straży Celnej „Ustrzyki Górne” weszła w podporządkowanie komisariatu Straży Celnej „Wetlina” z Inspektoratu SC „Sambor”.
W drugiej połowie 1927 roku przystąpiono do gruntownej reorganizacji Straży Celnej. W praktyce skutkowało to rozwiązaniem tej formacji granicznej. Ochronę północnej, zachodniej i południowej granicy państwa przejęła powołana z dniem 2 kwietnia 1928 roku Straż Graniczna.
Rozkazem nr 5 z 16 maja 1928 roku w sprawie organizacji Małopolskiego Inspektoratu Okręgowego dowódca Straży Granicznej gen. bryg. Stefan Pasławski określił strukturę organizacyjną komisariatu SG „Dwernik”. Placówka Straży Granicznej I linii „Ustrzyki Górne” znalazła się w jego strukturze.

## Funkcjonariusze placówki
Kierownicy placówki
| stopień          | imię i nazwisko, numer | okres pełnienia służby | kolejne stanowisko |
| ---------------- | ---------------------- | ---------------------- | ------------------ |
| starszy strażnik | Józef Kaczmarek (336)  | był w 1926             |                    |

Obsada personalna placówki w 1926:
- starszy strażnik Józef Kaczmarek (336)
- strażnik Leopold Kuczkowski (1011)
- strażnik Bronisław Łada (556)
- strażnik Michał Matczak (970)
- strażnik Bazyli Mielnik (2155)